# Baby (Ashanti)
Baby è un brano musicale R&B della cantante statunitense Ashanti, prodotto da 7 Aurelius e scritto da Irv Gotti, Anslem Douglas, Andre Parker, Brad Jordan e Mike Dean. Il brano è stato pubblicato nel novembre del 2002 come terzo singolo tratto da Ashanti, l'album di debutto della cantante. Il singolo è entrato nella top20 della Billboard Hot 100, ma non ha avuto successo al di fuori degli Stati Uniti.

## Classifiche
| Classifica (2002)                    | Posizione massima |
| ------------------------------------ | ----------------- |
| Germania                             | 89                |
| Paesi Bassi                          | 48                |
| U.S. Billboard Hot 100               | 15                |
| U.S. Billboard Hot R&B/Hip-Hop Songs | 7                 |

## Tracce
CD Maxi
1. Baby (Radio Edit)  4:31
2. Baby (Album Version)  4:28
3. Baby (Remix with Scarface)  4:48
4. Extras: Baby (Video)